# Velma Middleton
Velma Middleton (St. Louis, 1 september 1917 - Freetown, 10 februari 1961) was een Amerikaanse jazz-zangeres, die vooral bekend werd door haar samenwerking met Louis Armstrong.
Middleton, oorspronkelijk een danseres, trad vanaf het begin van de jaren dertig op in nachtclubs. Rond 1938 ging ze zingen bij het orkest van Connie McLean, waarmee ze ook toerde in Zuid-Amerika. In 1942 werd ze lid van de band van Louis Armstrong. Met deze groep nam ze, vanwege het verbod platen te maken, pas vanaf 1946 op. Nadat Armstrongs bigband was opgeheven trad ze op met diens All-Stars, waarbij ze ook in komische nummers werd ingezet. In die periode zong ze met Armstrong duetten als "Baby, It's Cold Outside". Eind jaren veertig, begin jaren vijftig nam ze enkele platen onder eigen naam op, onder meer met Earl Hines en Cozy Cole. Middleton overleed tijdens een tournee met Armstrong in Afrika.
- Biblioteca Nacional de España: XX1020399
- Bibliothèque nationale de France: cb13931751t (data)
- Gemeinsame Normdatei: 134647831
- International Standard Name Identifier: 0000 0000 5920 771X
- Library of Congress Control Number: n88612967
- MusicBrainz: 86107898-3fdd-495b-b04f-f733781a80c0
- Nationale Bibliotheek van Israël: 987007339663505171
- SNAC: w60h712z
- Système universitaire de documentation: 244340250
- Virtual International Authority File: 49411203
- WorldCat: E39PBJtGWCGpCgPY4D8vBPGT73